# Куатро-Торрес
Кватро-Торрес («Чотири вежі», Cuatro Torres Business Area, скор. CTBA) — діловий центр поруч з площею Кастилії в Мадриді, що складається з чотирьох офісних хмарочосів — найвищих будівель Мадриду та всієї Іспанії.

## Об'єкти
| Назва              | Початок будівництва | Кінець будівництва | Висота | Поверховість  |
| ------------------ | ------------------- | ------------------ | ------ | ------------- |
| Вежа «Caja Madrid» | 2004                | 2009               | 250    | 45            |
| Скляна вежа        | 2004                | 2008               | 249    | 45, 50 або 53 |
| Вежа «PwC»         | 2004                | 2008               | 236    | 52            |
| Вежа «Космос»      | 2004                | 2007               | 230    | 57            |

### Torre Espacio
«Космічна вежа»
Висота — 224,5 метрів (736 футів)
Кількість поверхів — 57
Архітектор — Генрі Н. Кобб
Розробник і будівельник — Obrascón Huarte Lain
У листопаді 2006 року перевершила по висоті Gran Hotel Bali, став найвищою будівлею в Іспанії, хоч і ненадовго (див. нижче). 19 березня 2007 року, Альберто Руїс-Гальярдон, мер Мадрида, взяв участь у церемонії урочистого відкриття будівлі.

### Torre Bankia, раніше Torre Caja Madrid
(Вежа «Банкіа», раніше Вежа «Каха Мадрид»)
Висота — 250 метрів
Кількість поверхів — 45
Розробка та дизайн — Норман Фостер
Будівництво — Dragados і de Fomento Construcciones у Contratas
Найвище з чотирьох будівель в комплексі, на 89 см вище, ніж Тогге de Cristal.
Також ця будівля була відома як Torre Repsol. Передбачалося, що вона стане штаб-квартирою нафтогазової компанії Repsol YPF. Тим не менш, при будівництві вежі, Repsol вирішив змінити місце своєї майбутньої штаб-квартири, і в серпні 2007 року будівля перейшла у власність банку Caja Madrid за € 815 000 000.

### Torre de Cristal
«Скляна вежа»
Висота — 249 метрів
Архітектор — Сезар Пеллі
Будівництво — Dragados
Це друга за висотою будівля у країні після Torre Caja Madrid. У квітні 2007 висота перевищила висоту Тогге Espacio, і ненадовго стала найвищою будівлею Іспанії.

### Torre PwC, раніше Torre Sacyr-Vallehermoso
(Вежа «Сасір—Вальєермосо»)
Висота — 236 метрів (774 футів)
Кількість поверхів — 52
Розробка — Карлос Рубіо Карвахаль і Енріке Альварес-Сала Вальтер
Будівництво — Sacyr Сау
Хмарочос було завершено в 2008 році.

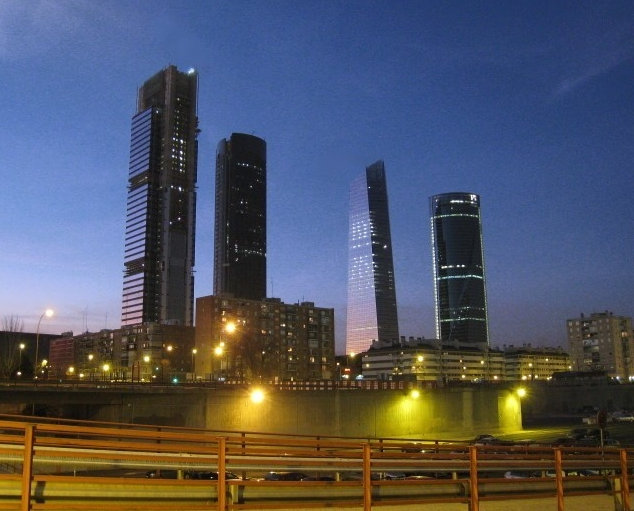
CTBA вночі, 2008 рік